# آيت طاطا (أغواطيم الشمالية)
آيت طاطا هو دُوَّار يقع بجماعة تحناوت، إقليم الحوز، جهة مراكش آسفي في المملكة المغربية. ينتمي الدوّار لمشيخة أغواطيم الشمالية التي تضم 41 دوار. يقدر عدد سكانه بـ 211 نسمة حسب الإحصاء الرسمي للسكان والسكنى لسنة 2004.

## وصلات خارجية
- البوابة الوطنية للجماعات الترابية
- المندوبية السامية للتخطيط